# Allocosa perfecta
Allocosa perfecta är en spindelart som beskrevs av Roewer 1959. Allocosa perfecta ingår i släktet Allocosa och familjen vargspindlar.
Artens utbredningsområde är Namibia. Inga underarter finns listade i Catalogue of Life.